# Lačnov (Csehország)
Lačnov település Csehországban, Vsetíni járásban. Lačnov Lužná, Horní Lideč, Poteč, Tichov, Valašské Klobouky, Lidečko és Pozděchov településekkel határos. Lakosainak száma 835 fő (2024. január 1.).

## Népesség
A település lakosságának változását az alábbi diagram mutatja:
| Lakosok száma | 839  | 846  | 851  | 858  | 956  | 872  | 858  | 865  | 853  | 835  |
|               | 1869 | 1890 | 1921 | 1950 | 1980 | 2001 | 2017 | 2019 | 2022 | 2024 |